# Psi (lettre grecque)
Cette page contient des caractères spéciaux ou non latins. S’ils s’affichent mal (▯, ?, etc.), consultez la page d’aide Unicode.
Pour les articles homonymes, voir Psi, Psy et PSI.
Psi (capitale Ψ, minuscule ψ ; en grec ψι) est la vingt-troisième lettre de l'alphabet grec, précédée par chi et suivie par oméga.

## Caractéristiques

### Usage
En grec moderne comme en grec ancien, la lettre psi représente la combinaison /ps/. 
Dans le système de numération grecque, psi vaut 700 ; par exemple ψʹ représente le nombre 700.
Comme la plupart des autres lettres grecques, le psi est parfois utilisé en dehors de son contexte alphabétique grec dans les sciences. Par exemple, en physique, Ψ désigne la fonction d'onde, élément fondateur de la mecanique quantique, utilisé pour exprimer un état quantique dans la notation bra-ket {\displaystyle \langle \phi |\psi \rangle }
La lettre psi sert à représenter la psychologie.

### Nom
En grec, la lettre est appelée ψι (psi), prononcée /psi/.
En grec ancien, elle est appelée ψῖ (psî), prononcée en attique /ˈpsiːˌ/, ou ψεῖ (pseî), prononcée /ˈpseː/.

## Histoire

### Alphabets archaïques

Distribution des types d'alphabets « vert », « rouge » et « bleu », selon Adolf Kirchhoff (1867).

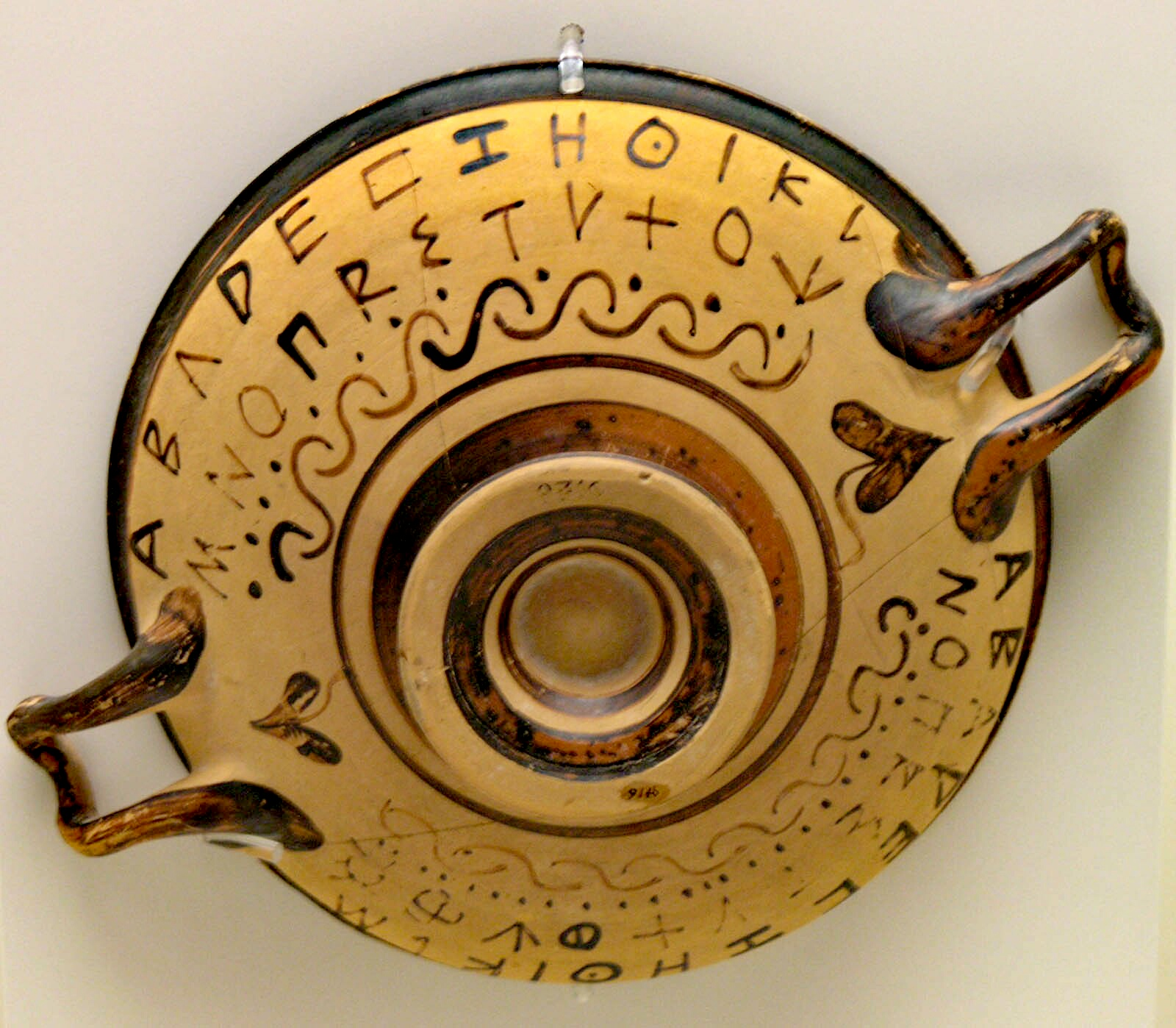
Alphabet grec peint sur la panse d'une coupe attique à figures noires. Le psi est absent.

L'alphabet grec dérive directement de l'alphabet phénicien. Toutefois, ses dernières lettres (phi, chi, psi et oméga) sont des créations locales notant des sons qui ne sont pas présents ou pertinents en phénicien.
Les alphabets épichoriques grecs sont divisés basiquement en quatre types majeurs selon leur traitement des lettres additionnelles pour les consonnes aspirées (pʰ, kʰ) et les groupes consonantiques (ks, ps) du grec. Ces quatre types sont intitulés de façon conventionnelle « vert », « rouge », « bleu clair » et « bleu foncé », suivant la légende d'une carte publiée dans un article fondateur du XIXe siècle sur le sujet, Studien zur Gespsichte des griepsischen Alphabets par Adolf Kirchhoff (1867). Le type « vert » (ou du Sud) est le plus archaïque et le plus proche du phénicien. Le type « rouge » (ou de l'Ouest) est par la suite transmis vers l'Ouest et est l'ancêtre de l'alphabet latin. Le type « bleu » (ou de l'Est) est celui dont l'alphabet grec standard émerge ensuite ; il est partagé en deux groupes, nommés « bleu clair » et « bleu foncé ».
Le type « vert » n'utilise que les symboles phénicien. Le groupe /ps/ est simplement écrit ΠΣ. Ce système se rencontre en Crète et dans certaines îles du sud de la mer Égée, notablement Santorin, Milos et Anafi.
Le type « rouge » introduit certaines lettres, mais pas pour le groupe /ps/. On le rencontre dans la plupart des zones de Grèce centrale (Thessalie, Béotie et la majeure partie du Péloponnèse), sur l'île d'Eubée et dans les colonies associées, dont la plupart de celles d'Italie.
Le type « bleu clair », s'il ajoute certaines lettres pour certains sons, ne possède toujours pas de lettre séparée pour le groupe /ps/. Dans ce système, il est typiquement écrit ΦΣ. Ce système se rencontre à Athènes (avant 403 av. J.-C.) et dans plusieurs îles de la mer Égée.
Le type « bleu foncé » possède tous les symboles consonantiques de l'alphabet grec moderne : il ajoute Ψ à la fin de l'alphabet. Ce système se rencontre dans les villes de la Confédération ionienne, Cnide en Asie mineure et à Corinthe et Argos dans le nord-est du Péloponnèse.
Dans les types utilisant une lettre dédiée pour /ps/, celle-ci prend des formes diverses, :
- (Corinthe, Ionie)
- (Achaïe, Arcadie)
- (Argos, Corinthe, Mégare)
- (Ionie)

Dans les alphabets n'utilisant pas de lettre dédiée pour /ps/, on rencontre les écritures suivantes pour ce son :
- ΠϺ (Crète, Milos, Santorin, la lettre Ϻ étant la lettre archaïque san, prononcée /s/)
- ΦΣ (Attique, Béotie, Égine, Eubée, Laconie, Paros, Thessalie)
- ΠΣ (Naxos)

Les alphabets du type « rouge » introduisent une lettre pour le son « kʰ », d'une forme similaire à un psi moderne. Cet usage diffère des standards grecs ultérieurs où /kʰ/ est transcrit par chi, Χ.

### Évolution
La forme actuelle de la lettre provient de l'alphabet utilisé en Ionie, qui est progressivement adopté par le reste du monde grec antique (Athènes passe un décret formel pour son adoption officielle en 403 av. J.-C. ; son usage est commun dans les cités grecques avant le milieu du IVe siècle av. J.-C.). La lettre psi prend sa forme actuelle et la 23e position de l'alphabet, entre phi et oméga.
L'alphabet grec est longtemps resté monocaméral. Les formes minuscules, créées vers le IXe siècle, proviennent de l'onciale grecque, une graphie particulière créée à partir de la majuscule et de la cursive romaine vers le IIIe siècle. Pendant la Renaissance, les imprimeurs adoptent la forme minuscule pour les polices bas-de-casse, et modèlent les lettres capitales sur les formes des anciennes inscriptions, conduisant le grec à devenir bicaméral.

Psi épigraphique grec
Psi grec majuscule moderne
Écriture onciale
Variantes cursives
Variantes minuscules
Psi grec minuscule moderne

### Dérivés
Dans l'alphabet cyrillique, le psi donne naissance à la lettre archaïque psi, Ѱ, représentant le son ps ; elle est supprimée lors de la réforme orthographique russe en 1708 (l'introduction de l'écriture civile), mais est conservée dans l'alphabet du slavon d'église. Dans l'alphabet copte, la lettre conduit à la lettre pxi, Ⲯ.

Psi cyrillique
Pxi copte

## Codage
- La majuscule Ψ possède les codages suivants :
  - Unicode : U+03A8
  - Entité HTML : &Psi;
  - TeX : \Psi ; {\displaystyle \Psi }
  - DOS Greek : 150
  - DOS Greek-2 : 212
  - Windows-1253 : 216

- La minuscule ψ possède les codages suivants :
  - Unicode : U+x03C8
  - Entité HTML : &psi;
  - TeX : \psi ; {\displaystyle \psi }
  - DOS Greek : 175
  - DOS Greek-2 : 246
  - Windows-1253 : 248

Le tableau suivant recense les différents caractères Unicode utilisant le psi :
| Caractère | Représentation | Code    | Bloc Unicode                           | Nom Unicode                                                 |
| --------- | -------------- | ------- | -------------------------------------- | ----------------------------------------------------------- |
| Ψ         | Ψ              | U+03A8  | Grec et copte                          | Lettre majuscule grecque psi                                |
| ψ         | ψ              | U+03C8  | Grec et copte                          | Lettre minuscule grecque psi                                |
| 𝚿         | 𝚿              | U+1D6BF | Symboles mathématiques alphanumériques | Majuscule mathématique grasse psi                           |
| 𝛙         | 𝛙              | U+1D6D9 | Symboles mathématiques alphanumériques | Minuscule mathématique grasse psi                           |
| 𝛹         | 𝛹              | U+1D6F9 | Symboles mathématiques alphanumériques | Majuscule mathématique italique psi                         |
| 𝜓         | 𝜓              | U+1D713 | Symboles mathématiques alphanumériques | Minuscule mathématique italique psi                         |
| 𝜳         | 𝜳              | U+1D733 | Symboles mathématiques alphanumériques | Majuscule mathématique italique grasse psi                  |
| 𝝍         | 𝝍              | U+1D74D | Symboles mathématiques alphanumériques | Minuscule mathématique italique grasse psi                  |
| 𝝭         | 𝝭              | U+1D76D | Symboles mathématiques alphanumériques | Majuscule mathématique grasse sans empattement psi          |
| 𝞇         | 𝞇              | U+1D787 | Symboles mathématiques alphanumériques | Minuscule mathématique grasse sans empattement psi          |
| 𝞧         | 𝞧              | U+1D7A7 | Symboles mathématiques alphanumériques | Majuscule mathématique italique grasse sans empattement psi |
| 𝟁         | 𝟁              | U+1D7C1 | Symboles mathématiques alphanumériques | Minuscule mathématique italique grasse sans empattement psi |